# Magdalena Ogórek

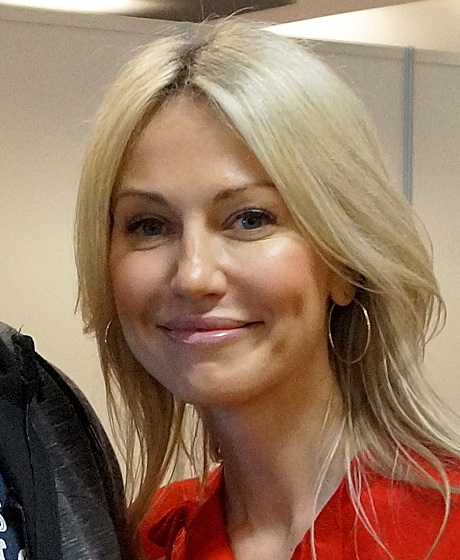
Magdalena Ogórek (2018)

Magdalena Agnieszka Ogórek (* 23. Februar 1979 in Rybnik) ist eine polnische Historikerin und TV-Moderatorin, die für die sozialdemokratische Partei SLD bei der Präsidentschaftswahl 2015 antrat.

## Familie, Ausbildung und Beruf
Ogórek absolvierte 2002 ein Magisterstudium der Geschichtswissenschaft an der Universität Opole, im Jahr darauf einen postgradualen Lehrgang der Politikwissenschaft zur Europäischen Integration an der Universität Warschau. Am Europäischen Institut für Öffentliche Verwaltung in Maastricht schloss sie zudem 2005 ein weiteres Aufbaustudium ab. 2009 erfolgte ihre Promotion mit einer Dissertation zur Geschichte der Beginen und Waldenser in Schlesien und Mähren bis zum Ende des vierzehnten Jahrhunderts (poln. Beginki i Waldensi na Śląsku i Morawach do końca czternastego wieku). Danach dozierte sie an der Hochschule für Zollwesen und Logistik in Warschau und der Kleinpolnischen Hochschule in Krakau.
Sie ist mit dem ehemaligen Sejmabgeordneten Piotr Mochnaczewski (ebenfalls SLD) verheiratet und hat mit ihm eine 2005 geborene Tochter.

## Politische Laufbahn
Bereits zwischen 2002 und 2003 arbeitete Ogórek im Büro für Europäische Integration der polnischen Präsidialkanzlei sowie 2004 bis 2005 im wissenschaftlichen Dienst des damaligen polnischen Ministerpräsidenten Marek Belka. 2004 bis 2006 war sie des Weiteren im Presseamt des polnischen Innenministeriums und 2008 bis 2010 als Beraterin für die Fraktion des Bundes der Demokratischen Linken (poln. Sojusz Lewicy Demokratycznej, kurz SLD) im polnischen Parlament tätig. Im Anschluss daran fungierte sie drei Jahre lang als Stabsleiterin des Parteivorsitzenden des SLD, Grzegorz Napieralski, sowie 2010 als Mitglied seines Komitees zur Präsidentschaftswahl. 2012 bis 2014 war sie außerdem Beraterin der Polnischen Nationalbank.
2011 kandidierte Ogórek für den SLD bei der Parlamentswahl, verpasste jedoch den Einzug in den Sejm. Der Parteivorstand des SLD hat sie 2014 trotz der Proteste vieler Parteimitglieder als seine Kandidatin für die Präsidentschaftswahl 2015 bestätigt. Zu Beginn des Wahlkampfs sahen Umfragen ihre Unterstützung bei nur etwa fünf Prozent der Wähler, was auf ihre Unerfahrenheit und Jugend zurückgeführt wird. Sie versuchte Aufbruchsstimmung für eine „europäische Generation“ zu schaffen, in der sie die Jugend und einen neuen Unternehmergeist verortet. Sie rief zudem dazu auf, Russland – dessen Politik sie nicht gutheiße – nicht mehr als Hauptfeind anzusehen, sondern zu einer Zusammenarbeit zurückzufinden; die polnische Regierung der liberalkonservativen Bürgerplattform und der bisherige Präsident Bronisław Komorowski zählten international zu den schärfsten Kritikern des russischen Präsidenten Putin im Ukrainekrieg seit 2014.
Bei den Präsidentschaftswahlen am 10. Mai 2015 erreichte Ogórek den 5. Platz mit 2,38 Prozent der Wählerstimmen.
Die Journalistin Agnieszka Kublik beschrieb in einem Kommentar für die Gazeta Wyborcza Ogóreks politische Kehrtwende von den Sozialdemokraten hin zur nationalkonservativen Prawo i Sprawiedliwość. Ogórek zufolge realisiere das Kabinett Szydło viele Postulate aus ihrer Präsidentschaftskampagne. Zudem hebt sie den Parteichef Jarosław Kaczyński als „herausragenden Strategen“ hervor, der im Gegensatz zur Opposition eine Vision von Polen besäße.

## Fernsehauftritte und Resonanz
Ogórek trat nebenbei zwischen 2002 und 2003 auch als Laienschauspielerin in mehreren polnischen Fernsehproduktionen, wie Spielfilmen und Serien, auf. 2014 moderierte sie für den Nachrichtensender TVN24 die Reihe Biznes i Świat.
Seit 2016 begleitet sie regelmäßig die Satiresendung „W tyle wizji“ und ist des Weiteren Komoderatorin in der Diskussionssendung „Studio Polska“. Beide Formate werden im öffentlich-rechtlichen Fernsehsender TVP Info ausgestrahlt.
Ogórek wurde 2019 nach Verlassen des Fernsehstudios auf dem Weg zu ihrem Pkw von Gegnern ihrer Sendung nach Art einer Katzenmusik verfolgt und verbal angegriffen. Sie konnte den Ort erst in Anwesenheit der Polizei verlassen. Ein Urteil gegen sie sowie den Publizisten Rafał Ziemkiewicz wegen Verleumdung der Aktivistin Elżbieta Podleśna, wurde im August 2023 vom Obersten Gerichtshof Polens bestätigt. Eine dilatorische Intervention des Justizministers Zbigniew Ziobro, der auch als Generalstaatsanwalt fungiert, wurde abgelehnt. Ogórek und Ziemkiewicz wurden im Januar 2024 von Präsident Andrzej Duda begnadigt.

## Publikationen
- Polscy templariusze. Mity i rzeczywistość (dt. Die polnischen Tempelritter. Mythos und Wahrheit), Warschau 2005, Interwest, ISBN 978-83-89845-10-8.
- Beginki i Waldensi na Śląsku i Morawach do końca czternastego wieku (dt. Beginen und Waldenser in Schlesien und Mähren bis zum Ende des vierzehnten Jahrhunderts), Racibórz 2012, Wawoczny, ISBN 978-83-62608-28-7.